# Margarinotus arrosor
Margarinotus arrosor är en skalbaggsart som först beskrevs av Heinrich Bickhardt 1920.  Margarinotus arrosor ingår i släktet Margarinotus och familjen stumpbaggar. Inga underarter finns listade i Catalogue of Life.